# Armando Leite
Armando Leite (Boca do Acre, 20 de fevereiro de 1924) é um médico, militar e político brasileiro que foi deputado federal pelo Acre.

## Dados biográficos
Filho de Antônio Leite da Fonseca e Castro e Cecília Uchoa Leite. Estudou em Manaus até mudar-se para o Rio de Janeiro onde foi graduado em Medicina em 1949 na Universidade Federal do Rio de Janeiro ingressando dois anos depois no corpo médico da Polícia Militar do Rio de Janeiro como tenente aposentando-se em 1967, mas nesse intervalo foi transferido para o Acre para trabalhar nos postos médicos ao longo da Rodovia Belém-Brasília à época de sua construção. Eleito deputado federal pelo PSD em 1962 migrou para a ARENA em apoio ao Regime Militar de 1964 não se reelegendo em 1966 e em razão disso passou a residir no Rio de Janeiro.